# RT-21 Temp 2S
RT-21 Temp 2S là tên lửa đạn đạo xuyên lục địa phóng từ bệ phóng di động được Liên Xô phát triển trong thời kỳ chiến tranh Lạnh. Ký hiệu của NATO là SS-16 Sinner, mã định danh công nghiệp 15Zh42.
RT-21 là ICBM bắn từ bệ phóng di động đầu tiên được phát triển trên thế giới. Ý tưởng và thiết kế sáng tạo của tên lửa được lập bởi Alexander Nadiradze. Sau này, RT-21M Pioneer (SS-20 Saber) là một tổ hợp tên lửa thành công dựa trên cơ sở tên lửa SS-16 và Nadiradze tiếp tục sử dụng thiết kế này cho nhiều dự án sau này của ông.
Vào giữa những năm 1980, chương trình đã bị hủy bỏ. Thời gian trực chiến tối đa của nó trên bệ phóng là 5 năm và thời gian chuẩn bị phóng tên lửa là 40 phút.

## Link ngoài
- Global Security:  RT-21 / SS-16 SINNER